# Beat Müllhaupt
Beat Müllhaupt (* 1958) ist ein Schweizer Gastroenterologe und Hepatologe. Er ist leitender Arzt an der Klinik für Gastroenterologie und Hepatologie am Universitätsspital Zürich und Titularprofessor der Universität Zürich. Seine Forschungsschwerpunkte umfassen unter anderem chronischen Virusinfektionen der Leber und die Lebertransplantation.

## Werdegang
Beat Müllhaupt absolvierte von 1978 bis 1984 sein Medizinstudium an den Universitäten Fribourg und Basel. Anschliessend arbeitete er von 1985 bis 1986 als Assistenzarzt in der Pathologie am Universitätsspital Basel. Von 1986 bis 1987 war er in der Anästhesie am Kantonsspital Bruderholz tätig. Von 1987 bis 1999 war er als Assistenzarzt in der Inneren Medizin am Kantonsspital Baden tätig und übernahm zwischen 1989 und 1991 zusätzlich eine Assistenzarztstelle an der Medizinischen Poliklinik des Universitätsspitals Zürich.
Von 1992 bis 1995 folgte ein Forschungsaufenthalt (Research Fellow) in der Cell Biology and Aging Section am Veteran Administration Medical Center sowie im Department of Medicine der University of California, San Francisco (UCSF). Dort wirkte er zugleich als Associate Member des UCSF Liver Center. Im Anschluss daran arbeitete er von 1995 bis 1996 als Assistenzarzt in der Gastroenterologie am Kantonsspital Münsterlingen und von 1996 bis 1998 an der Klinik für Gastroenterologie und Hepatologie des Universitätsspitals Zürich. Von 1998 bis 2000 war er Oberarzt für Gastroenterologie und Innere Medizin am Stadtspital Triemli, ehe er bis 2003 als Oberarzt an der Klinik für Gastroenterologie und Hepatologie des Universitätsspitals Zürich tätig war.
Im Jahr 2003 wurde ihm die Lehrberechtigung an der Universität Zürich verliehen, und er war bis 2010 als Privatdozent tätig. Seit 2004 fungiert er als leitender Arzt für Hepatologie an der Klinik für Gastroenterologie und Hepatologie des Universitätsspitals Zürich. Ab 2005 übernahm er zusätzlich die Funktion des klinischen Koordinators des Swiss HPB Centers. Er wurde 2007 Mitglied des Kuratoriums des Transplantationszentrums Zürich und trat 2008 dem wissenschaftlichen Komitee der Schweizerischen Transplantationsgesellschaft bei. Im Jahr 2010 erfolgte die Ernennung zum Titularprofessor an der Universität Zürich. Seit 2017 ist er stellvertretender Klinikdirektor der Klinik für Gastroenterologie und Hepatologie des Universitätsspitals Zürich.

## Forschungsschwerpunkte
Müllhaupts wissenschaftlicher Fokus liegt auf chronischen Virusinfektionen der Leber (insbesondere Hepatitis C), der Lebertransplantation sowie der Echinokokkose (Fuchs- und Hundebandwurm).
In enger Zusammenarbeit mit dem Schweizerischen Nationalfonds und dem Institut für Parasitologie der Universität Zürich untersuchte er unter anderem die Epidemiologie der alveolären Echinokokkose in Kirgistan und entwickelte ein medikamentöses Therapiekonzept, das auf den Wirkstoffen Albendazol und Mebendazol basiert.
An seinem Zentrum werden medikamentöse Therapieansätze zur  Behandlung der chronischen Leberentzündung weiterentwickelt und neue Therapieansätze anhand multizentrischer Studien erforscht. Müllhaupt und seine Arbeitsgruppe publizieren regelmässig in Fachzeitschriften wie dem Journal of Hepatology, der Hepatology, dem American Journal of Transplantation und dem Swiss Medical Weekly. Als Partner der Schweizerischen Hepatitis C Kohorte hat Mühlhaupt  Beträge zum Verständnis dieser Erkrankung publiziert hat.

## Mitgliedschaften (Auswahl)
Müllhaupt ist in verschiedenen Fachverbänden organisiert:
- SGG (Schweizerische Gesellschaft für Gastroenterologie; Vorstandsmitglied von 2006 bis 2014, Vizepräsident von 2014 bis 2016, Co-Präsident von 2016 bis 2020)
- SASL (Swiss Association for the Study of the Liver; Vorstandsmitglied von 2003 bis 2018)
- STS (Swiss Society of Transplantation)
- EASL (European Association for the Study of the Liver)
- AASLD (American Association for the Study of Liver Diseases)